# Reboleiro
Reboleiro ist eine Gemeinde (Freguesia) im portugiesischen Kreis Trancoso. In ihr leben 247 Einwohner (Stand 19. April 2021).